# Hitzendorf
Hitzendorf är en ort och kommun i Österrike. Den ligger i distriktet Graz-Umgebung i förbundslandet Steiermark,  150 km sydväst om huvudstaden Wien. Den nuvarande kommunen bildades 2015 vid en kommunreform i Steiermark genom en sammanslagning av kommunerna Attendorf, Hitzendorf och Rohrbach-Steinberg. 
Kommunen består av 23 orter (Ortschaften) (inom parentes invånarantal 1 januari 2024):

- Altenberg (121)
- Altreiteregg (226)
- Attendorf (420)
- Attendorfberg (309)
- Berndorf (473)
- Doblegg (198)
- Hitzendorf (1 047)
- Holzberg (190)
- Höllberg (246)
- Mantscha (597)
- Mayersdorf (198)
- Michlbach (44)
- Mühlriegl (149)
- Neureiteregg (215)
- Niederberg (322)
- Oberberg (302)
- Pirka (83)
- Riederhof (258)
- Rohrbach (829)
- Schadendorfberg (77)
- Stein (322)
- Steinberg (678)
- Södingberg (56)